# Diphascon halapiense
Diphascon halapiense är en djurart som tillhör fylumet trögkrypare, och som först beskrevs av Iharos 1964.  Diphascon halapiense ingår i släktet Diphascon och familjen Hypsibiidae. Inga underarter finns listade i Catalogue of Life.